# Tyler Blackburn
Tyler Jordon Blackburn (Burbank, 12 de outubro de 1986) é um ator e cantor americano. É mais conhecido por interpretar Caleb Rivers na série Pretty Little Liars.

## Carreira
Tyler começou a atuar em 2005 no seriado "Unfabulous", onde interpreta Nathan. 
Em 2006, foi um dos principais no filme "The Doers of Coming Deeds".
Em 2008, fez uma pequena participação no filme "Next of Kin".
Em 2009, Tyler participou das séries de televisão "Arquivo Morto" e "Rockville CA".
Em 2010, participou das séries de televisão "Days of Our Lives" e "Gigantic", e também foi um dos principais no filme "Peach Plum Pear", ao interpretar Jesse Pratt.
Em 2010, entrou para o elenco da série de televisão "Pretty Little Liars", como intérprete do estudante de ensino médio e gênio da informática-computação Caleb Rivers, que vira o namorado de uma das protagonistas: a Hanna Marin (interpretada por Ashley Benson).
Em 2013, Tyler estrelou o spin-off da série, intitulado de "Ravenswood", também como Caleb Rivers, o mesmo personagem da série "Pretty Little Liars". Depois do cancelamento da primeira temporada de "Ravenswood", Tyler voltou para o elenco principal da série "Pretty Little Liars", exibida pela ABC Family nos Estados Unidos. Um tempo depois ganhou seu primeiro prêmio, no Teen Choice Awards.
Em 2013, Tyler também conseguiu o papel principal no longa-metragem "Love is All You Need".
Em 2017, o Tyler Blackburn participou do filme "Hello Again", ao interpretar Jack; esse filme fala sobre LGBT's e é baseado em um musical.
Em 2019, estrelou em na série de televisão "Roswell, New Mexico", onde aparece no papel de "Alex Manes"; a série está em sua terceira temporada atualmente. 

## Biografia
Tyler Jordon Blackburn nasceu em 12 de outubro de 1986, em Burbank, Califórnia, EUA. Ele tem três irmãos e uma irmã. Sua ascendência inclui ingleses, croatas, galeses, alemães e escoceses-irlandeses/irlandeses do norte. Embora ele acreditasse ter ascendência nativa americana Cherokee e Comanche, um teste de DNA da 23andMe mostrou que ele não tem herança nativa americana.
Ele começou sua carreira de ator aos 17 anos.
Blackburn se assumiu publicamente queer em abril de 2019, identificando-se como bissexual desde a adolescência. Ele se descreveu como alguém que "desabrochou tarde" e que passou por períodos de "ódio e vergonha de si mesmo" por ter sofrido bullying por ser efeminado enquanto crescia. Ele afirmou que teve alguns relacionamentos longos com mulheres quando tinha pouco mais de 20 anos, mas sempre teve uma "curiosidade latente" sobre homens. Ele reconheceu a pressão social para se encaixar em identidades sexuais binárias e a luta que enfrentou dentro da comunidade queer em relação à bissexualidade. Ele expressou o desejo de "viver a sua verdade" e se sentir confortável segurando a mão do namorado em público.

## Filmografia

### Televisão
| Ano       | Título              | Papel               |
| --------- | ------------------- | ------------------- |
| 2005      | Unfabulous.         | Nathan              |
| 2009      | Arquivo Morto       | Foster/Jeff Feldman |
| 2009      | Rockville CA        | Spencer             |
| 2010      | Days of Our Lives   | Ian                 |
| 2010      | Gigantic            | Echo                |
| 2010-2017 | Pretty Little Liars | Caleb Rivers        |
| 2011      | Wendy               | Peter Pan           |
| 2013-2014 | Ravenswood          | Caleb Rivers        |
| 2019-2022 | Roswell, New Mexico | Sgt. Alex Manes     |
| 2019      | Charmed             | Viralis             |

### Cinema
| Ano  | Título                    | Papel             |
| ---- | ------------------------- | ----------------- |
| 2006 | The Doers of Coming Deeds | Solly Katz        |
| 2008 | Next of Kin               | Estudante Francês |
| 2010 | Peach Plum Pear           | Jesse Pratt       |
| 2011 | Brave New World           | John Litchfield   |
| 2017 | Hello Again               | Jack              |
| TBA  | Asbury Park               | Johnny            |